# Macrotrachela punctata
Macrotrachela punctata är en hjuldjursart som först beskrevs av Murray 1911.  Macrotrachela punctata ingår i släktet Macrotrachela och familjen Philodinidae. Arten är reproducerande i Sverige. Inga underarter finns listade i Catalogue of Life.